# Jenny Byrne
| jaar | rang enkelspel | rang dubbelspel |
| ---- | -------------- | --------------- |
| 1984 | 141            | –               |
| 1985 | 132            | –               |
| 1986 | 107            | 44              |
| 1987 | 144            | 32              |
| 1988 | 121            | 32              |
| 1989 | 49             | 57              |
| 1990 | 534            | 203             |
| 1991 | 167            | 383             |
| 1992 | 75             | 182             |
| 1993 | 155            | 150             |
| 1994 | 178            | 49              |
| 1995 | 886            | 238             |
| 1996 | 557            | 177             |
| 1997 | 610            | –               |

Jennifer Margaret Byrne (Perth, 25 februari 1967) is een voormalig tennisspeelster uit Australië. Byrne was actief in het proftennis van 1983 tot 1997.

## Loopbaan

### Junioren
In 1985 won Byrne de titel in het meisjesenkelspel op het Australian Open – in de finale versloeg zij landgenote Louise Field.

### Enkelspel
Byrne debuteerde in oktober 1983 op het ITF-toernooi van Canberra (Australië) – op dit grastoernooi bereikte zij de kwartfinale. Zij stond in 1984 voor het eerst in een finale, op het ITF-toernooi van Wyong (Australië), eveneens op grasbanen – hier veroverde zij haar eerste titel, door de Nieuw-Zeelandsche Michelle Parun te verslaan. In totaal won zij vier ITF-titels, de andere drie in 1991 op hardcourt.
In november 1983 speelde Byrne voor het eerst op een WTA-hoofdtoernooi, op het grastoernooi van Brisbane. In november 1984 speelde zij voor het eerst op een grandslamtoernooi, op het Australian Open, waar zij de tweede ronde bereikte – ook dit toernooi werd destijds nog op gras gespeeld. Zij stond in 1989 voor het eerst in een WTA-finale, op het toernooi van Palm Springs – zij verloor van de Bulgaarse Manuela Maleeva. Haar hoogste notering op de WTA-ranglijst is de 45e plaats, die zij bereikte in mei 1989.
Nadat zij een groot deel van 1991 niet op het professionele circuit had gespeeld, werd zij in 1992 door de WTA tot "Comeback Player of the Year" uitgeroepen. In juni had zij de finale bereikt op het WTA-toernooi van Birmingham – deze verloor zij van de Nederlandse Brenda Schultz.
Haar beste resultaat op de grandslamtoernooien is het bereiken van de derde ronde, op ieder van de vier grandslamtoernooien.

### Dubbelspel
Byrne behaalde in het dubbelspel betere resultaten dan in het enkelspel. Zij debuteerde in oktober 1983 op het ITF-hardcourttoernooi van Sydney (Australië), samen met landgenote Amanda Tobin. Zij stond de week erna voor het eerst in een finale, op het ITF-hardcourttoernooi van Tanglewood (Australië), weer samen met Amanda Tobin – hier veroverde zij haar eerste titel, door het duo Debbie Mills en Chris Newton te verslaan. In totaal won zij drie ITF-titels, de laatste in 1995 in Port Pirie (Australië).
In november 1983 speelde Byrne voor het eerst op een WTA-hoofdtoernooi, op het grastoernooi van Brisbane, samen met landgenote Janet Fallis. Zij stond in 1986 voor het eerst in een WTA-finale, op het graveltoernooi van Lugano, samen met landgenote Janine Tremelling – zij verloren van het Amerikaanse koppel Elise Burgin en Betsy Nagelsen. In 1987 veroverde Byrne haar eerste WTA-titel, op het overdekte Virginia Slims-toernooi van Indianapolis, samen met landgenote Michelle Jaggard, door het Amerikaanse koppel Beverly Bowes en Hu Na te verslaan. In totaal won zij twee WTA-titels, de andere in oktober 1988 in Nashville, samen met landgenote Janine Tremelling. Hiermee bereikte zij haar hoogste notering op de WTA-ranglijst: de 27e plaats.
Haar beste resultaat op de grandslamtoernooien is het bereiken van de halve finale op Roland Garros 1987, met de Amerikaanse Kathy Rinaldi aan haar zijde.

#### Gemengd dubbelspel
Reeds in 1982, op vijftienjarige leeftijd, stond Byrne op het gras van Wimbledon, samen met landgenoot A.D. Roche – zij bereikten de derde ronde. In 21 grandslamdeelnames in deze discipline bereikte Byrne in 1989 de finale op Wimbledon, aan de zijde van landgenoot Mark Kratzmann, door onder meer de titelverdedigers Garrison/Stewart en het derde reekshoofd Nagelsen/Leach te verslaan – in de eindstrijd moesten zij in de derde set hun meerdere erkennen in de Tsjechische Jana Novotná en Amerikaan Jim Pugh.

### Tennis in teamverband
In de periode 1985–1992 maakte Byrne deel uit van het Australische Fed Cup-team – zij werd uitsluitend voor dubbelspel ingezet, en behaalde daarin een winst/verlies-balans van 5–1. In 1992 speelde zij de halve finale van de Wereldgroep, waar haar team verloor van de Spaanse dames.

## Palmares
| Legenda                |
| ---------------------- |
| Grandslamtoernooi      |
| Olympische Spelen      |
| Year-End Championships |
| Tier I                 |
| Tier II                |
| Tier III               |
| Tier IV & V            |

### WTA-finaleplaatsen enkelspel
| nr.              | finale     | toernooi         | ondergrond | tegenstandster  | score    |
| ---------------- | ---------- | ---------------- | ---------- | --------------- | -------- |
| gewonnen finales |            |                  |            |                 |          |
| geen             |            |                  |            |                 |          |
| verloren finales |            |                  |            |                 |          |
| 1.               | 1989-03-12 | WTA Palm Springs | hardcourt  | Manuela Maleeva | 4-6, 1-6 |
| 2.               | 1992-06-14 | WTA Birmingham   | gras       | Brenda Schultz  | 2-6, 2-6 |

### WTA-finaleplaatsen vrouwendubbelspel
| nr.              | finale     | toernooi         | ondergrond    | partner           | tegenstandsters                 | score         |
| ---------------- | ---------- | ---------------- | ------------- | ----------------- | ------------------------------- | ------------- |
| gewonnen finales |            |                  |               |                   |                                 |               |
| 1.               | 1987-11-01 | WTA Indianapolis | hardcourt (i) | Michelle Jaggard  | Beverly Bowes Hu Na             | 6-2, 6-3      |
| 2.               | 1988-10-23 | WTA Nashville    | hardcourt (i) | Janine Tremelling | Elise Burgin Rosalyn Fairbank   | 7-5, 6-7, 6-4 |
| verloren finales |            |                  |               |                   |                                 |               |
| 1.               | 1986-05-25 | WTA Lugano       | gravel        | Janine Tremelling | Elise Burgin Betsy Nagelsen     | 2-6, 3-6      |
| 2.               | 1987-01-11 | WTA Sydney       | gras          | Janine Tremelling | Betsy Nagelsen Elizabeth Smylie | 7-6, 5-7, 1-6 |
| 3.               | 1988-05-08 | WTA Rome         | gravel        | Janine Tremelling | Jana Novotná Catherine Suire    | 3-6, 6-4, 5-7 |
| 4.               | 1988-05-22 | WTA Straatsburg  | gravel        | Janine Tremelling | Manon Bollegraf Nicole Provis   | 5-7, 7-6, 3-6 |
| 5.               | 1994-01-09 | WTA Brisbane     | hardcourt     | Rachel McQuillan  | Laura Golarsa Natalia Medvedeva | 3-6, 1-6      |
| 6.               | 1994-01-15 | WTA Hobart       | hardcourt     | Rachel McQuillan  | Linda Harvey-Wild Chanda Rubin  | 5-7, 6-4, 6-7 |
| 7.               | 1994-02-06 | WTA Auckland     | hardcourt     | Julie Richardson  | Patricia Hy Mercedes Paz        | 4-6, 6-7      |

### WTA-finaleplaatsen gemengd dubbelspel
| nr.              | finale     | toernooi  | ondergrond | partner        | tegenstanders         | score         |         |
| ---------------- | ---------- | --------- | ---------- | -------------- | --------------------- | ------------- | ------- |
| gewonnen finales |            |           |            |                |                       |               |         |
| geen             |            |           |            |                |                       |               |         |
| verloren finales |            |           |            |                |                       |               |         |
| 1.               | 1989-07-09 | Wimbledon | gras       | Mark Kratzmann | Jana Novotná Jim Pugh | 4-6, 7-5, 4-6 | details |

### Gewonnen ITF-toernooien enkelspel
| nr. | finale     | toernooi      | dotatie  | ondergrond | tegenstandster in finale | score         |
| --- | ---------- | ------------- | -------- | ---------- | ------------------------ | ------------- |
| 1.  | 1984-10-14 | Wyong         | $ 10.000 | gras       | Michelle Parun           | 6-2, 6-2      |
| 2.  | 1991-08-25 | Jakarta       | $ 25.000 | hardcourt  | Tanya Soemarno           | 6-0, 6-2      |
| 3.  | 1991-11-17 | Mount Gambier | $ 25.000 | hardcourt  | Kristin Godridge         | 0-6, 6-4, 6-4 |
| 4.  | 1991-12-08 | Perth         | $ 10.000 | hardcourt  | Kate McDonald            | 6-2, 6-4      |

### Gewonnen ITF-toernooien dubbelspel
| nr. | finale     | toernooi   | dotatie  | ondergrond | partner           | tegenstandsters in finale    | score         |
| --- | ---------- | ---------- | -------- | ---------- | ----------------- | ---------------------------- | ------------- |
| 1.  | 1983-10-30 | Tanglewood | $ 10.000 | hardcourt  | Amanda Tobin      | Debbie Mills Chris Newton    | 5-7, 6-2, 7-5 |
| 2.  | 1991-10-13 | Matsuyama  | $ 10.000 | hardcourt  | Paulette Moreno   | Jennifer Saret Yi Jingqian   | 1-6, 6-4, 6-4 |
| 3.  | 1995-12-10 | Port Pirie | $ 25.000 | hardcourt  | Catherine Barclay | Mareze Joubert Joanne Limmer | 6-1, 6-3      |

## Resultaten grandslamtoernooien
| Legenda | Legenda                          |
| ------- | -------------------------------- |
| g.t.    | geen toernooi gehouden           |
| l.c.    | lagere categorie                 |
| –       | niet deelgenomen                 |
| G       | uitgeschakeld in de groepsfase   |
| 1R      | uitgeschakeld in de eerste ronde |
| 2R      | uitgeschakeld in de tweede ronde |
| 3R      | uitgeschakeld in de derde ronde  |
| 4R      | uitgeschakeld in de vierde ronde |
| KF      | uitgeschakeld in de kwartfinale  |
| HF      | uitgeschakeld in de halve finale |
| F       | de finale verloren               |
| W       | het toernooi gewonnen            |
| w-v     | winst/verlies-balans             |

### Enkelspel
| toernooi        | 1984 | 1985 | 1986 | 1987 | 1988 | 1989 |    | 1992 | 1993 | 1994 | w-v |
| --------------- | ---- | ---- | ---- | ---- | ---- | ---- | -- | ---- | ---- | ---- | --- |
| Australian Open | 2R   | 1R   | g.t. | 2R   | 3R   | 2R   | 3R | 1R   | 1R   | 7-8  |     |
| Roland Garros   | –    | –    | 3R   | 1R   | 3R   | 1R   | 1R | 2R   | –    | 5-6  |     |
| Wimbledon       | –    | 3R   | 2R   | 1R   | 1R   | 1R   | 1R | 1R   | 2R   | 4-8  |     |
| US Open         | –    | –    | 2R   | –    | 1R   | 1R   | 1R | 3R   | –    | 3-5  |     |

### Vrouwendubbelspel
| toernooi        | 1983 | 1984 | 1985 | 1986 | 1987 | 1988 | 1989 | 1990 |    | 1992 | 1993 | 1994 | 1995 | 1996 | w-v |
| --------------- | ---- | ---- | ---- | ---- | ---- | ---- | ---- | ---- | -- | ---- | ---- | ---- | ---- | ---- | --- |
| Australian Open | 1R   | 1R   | 2R   | g.t. | 2R   | 3R   | 1R   | –    | 2R | 1R   | 1R   | 1R   | 3R   | 7-11 |     |
| Roland Garros   | –    | 1R   | –    | 3R   | HF   | KF   | 1R   | 2R   | –  | 1R   | 3R   | –    | –    | 12-8 |     |
| Wimbledon       | –    | –    | –    | KF   | 2R   | 2R   | 3R   | 1R   | 1R | 1R   | 2R   | –    | –    | 8-8  |     |
| US Open         | –    | –    | –    | 2R   | 2R   | KF   | KF   | 2R   | 1R | –    | 2R   | –    | 2R   | 11-8 |     |

### Gemengd dubbelspel
| Australian Open | –  | –  | –  | g.t. | 2R | 1R | KF | –  | –  | 3-3 |
| Roland Garros   | –  | 3R | –  | –    | 3R | 1R | –  | 1R | 1R | 2-5 |
| Wimbledon       | 3R | 1R | 1R | 1R   | 2R | 2R | F  | 1R | 1R | 8-9 |
| US Open         | –  | –  | –  | KF   | KF | 1R | 1R | –  | –  | 4-4 |